# شابیزک
شابیزَک، بلادن یک گونه (زیست‌شناسی) از جنس شابیزک‌ها، بادمجانیان یا سولاناسه از راستهٔ تاج‌ریزی‌ها.
شابیزک،گیاهی گلدار و از خانوادهٔ گیاهان شب بو است.شابیزک میوه‌های بنفش،تیره و گیلاس مانند دارد و دارای مادهٔ سمی آتروپین است که به عنوان مخدر به کار می‌رود. مادهٔ سمّی آن در ریشه‌های ضخیم جمع می‌شود و در میان تمام ملل در موضوع ریشهٔ آن افسانه‌هائی شایع است.
شابیزک سمی‌ترین گیاه موجود در نیم‌کرهٔ غربی است.
سم موجود در این گیاه در صورت مصرف می‌تواند فرد را دچار توهم و هذیان بکند.
برخی منابع قدیمی‌تر فارسی (به اشتباه) آن را با مهرگیاه یکی انگاشته‌اند.
جنس شابیزک در ایران ۴ گونه گیاه علفی دائمی معمولاً جنگل روی دارد.

## نگارخانه

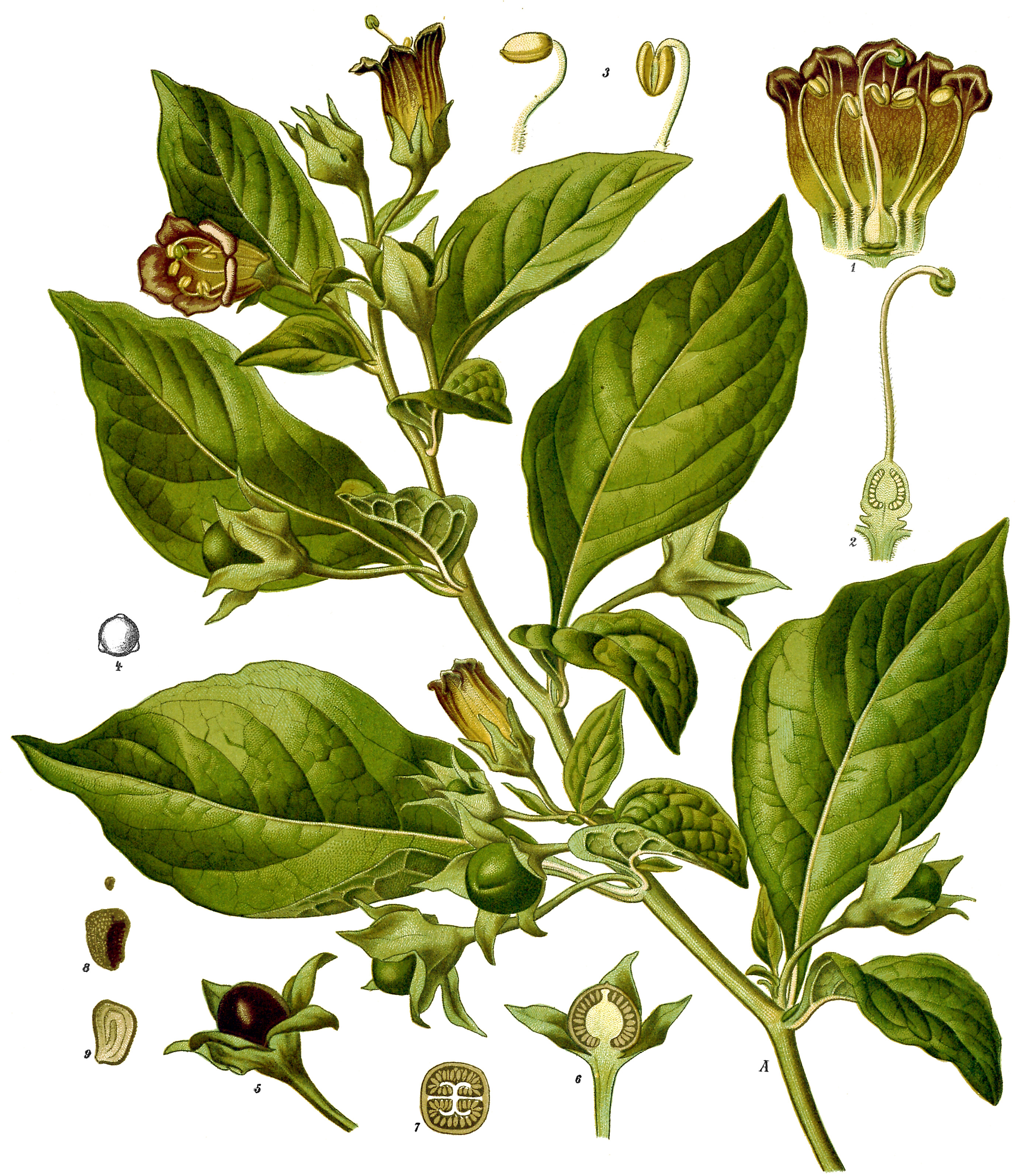
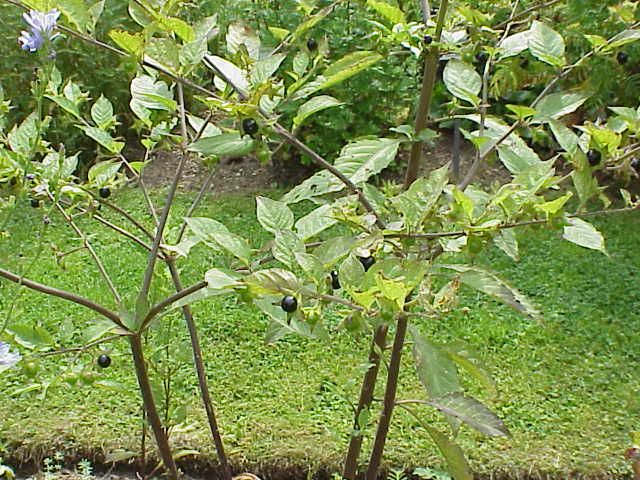
گیاه
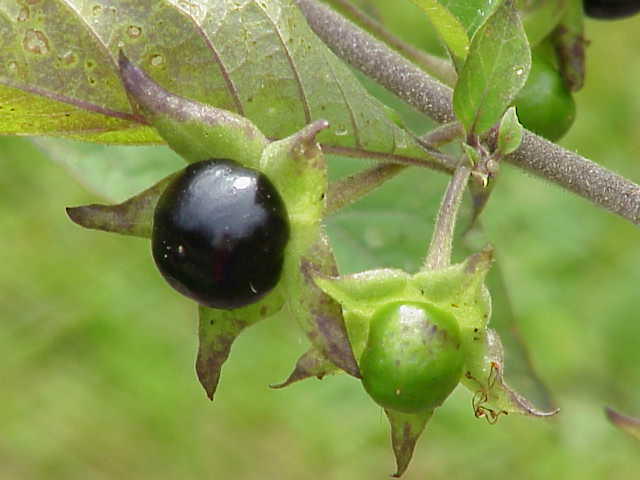
میوه